# Myoxanthus octomeriae
Myoxanthus octomeriae é uma espécie de orquídea (Orchidaceae) que existe do México à Guiana.